# 무엇이든 물어보살
《무엇이든 물어보살》은 매주 월요일 밤 8시 30분에 방송되고 있는 예능 프로그램이다. 줄여서 무.물.보(무물보)이다

## 기획 의도
선녀 보살 서장훈과 아기동자 이수근이 꽉 막힌 속을 뽝! 뚫어줄 신통방통 해결책을 주는 예능 프로그램이다.서장훈과 이수근이 JTBC 프로인 아는 형님을 통해 장난으로 이야기한 프로다. 선녀보살인 서장훈은 일부러 여러 분장 후보중 파격적인 선녀보살로 정했다.

## 방송 시간
| 방송 채널  | 방송 기간                         | 방송 시간                    | 비고   |
| ---------- | --------------------------------- | ---------------------------- | ------ |
| KBS 조이   | 2019년 3월 25일 ~ 2020년 1월 27일 | 매주 월요일 밤 9:50 ~ 11:00  | 본방송 |
| KBS 조이   | 2020년 2월 3일 ~ 현재             | 매주 월요일 밤 8:30 ~ 9:50   | 본방송 |
| KBS 드라마 | 2019년 4월 2일 ~ 현재             | 매주 화요일 오후 5:00 ~ 6:00 | 본방송 |

| 방송 채널 | 방송 기간                         | 방송 시간                   | 비고      |
| --------- | --------------------------------- | --------------------------- | --------- |
| KBS 2TV   | 2019년 5월 3일                    | 금요일 밤 10:00 ~ 11:10     | 독립 편성 |
| KBS 2TV   | 2019년 5월 10일                   | 금요일 밤 10:00 ~ 11:05     | 독립 편성 |
| KBS 2TV   | 2019년 5월 17일 ~ 2019년 6월 14일 | 매주 금요일 밤 9:50 ~ 11:00 | 독립 편성 |

## 결방
- 2023년 1월 20일 설날특집 편성 관계로 결방되었다.
- 2023년 7월 17일 편성 관계로 결방되었다.
- 2024년 12월 30일 제주항공 2216편 활주로 이탈 사고 여파로 결방하였다.

## 참고 사항
- 2022년 10월 31일 이태원 압사 사고 여파로 결방 없이 정상 방송하였다.